# Shenzhou 18
Ten artykuł dotyczy trwającego wydarzenia. Informacje w nim zamieszczone mogą się zmienić lub zdezaktualizować wraz z postępem zdarzenia, a początkowe doniesienia mogą być niepewne. Ostatnie zmiany tego artykułu mogą nie odzwierciedlać najbardziej aktualnych informacji.
Shenzhou 18 (chiński: 神舟十八号; pinyin: Shénzhōu Shíbā-hào) – Chiński lot kosmiczny do stacji kosmicznej Tiangong, który wystartował 25 kwietnia 2024 roku z Centrum Startowego Satelitów Jiuquan, pod koniec misji Shenzhou 17. Misja Shenzhou 18 jest trzynastym załogowym chińskim lotem kosmicznym i osiemnastym lotem w ramach programu Shenzhou.

## Przebieg misji
Misja wystartowała z Centrum Startowego Satelitów Jiuquan przy pomocy rakiety Chang Zheng 2F o godzinie 20:59 czasu pekińskiego. Statek kosmiczny Shenzhou zadokował do modułu Tianhe znajdującego się na chińskiej stacji Tiangong 25 kwietnia o godzinie 19:32 UTC.

## Załoga
Załoga misji Shenzhou 18 została ogłoszona przez CNSA 24 kwietnia 2024 roku podczas przedstartowej konferencji prasowej zorganizowanej w Jiuquan.
| Pozycja | Tajkonauta                              |
| ------- | --------------------------------------- |
| Dowódca | Ye Guangfu, CNSA Drugi lot kosmiczny    |
| Pilot   | Li Cong, CNSA Pierwszy lot kosmiczny    |
| Pilot   | Li Guangsu, CNSA Pierwszy lot kosmiczny |